# Siège de Hasedō
Le siège de Hasedō (長谷堂城の戦い) est une parmi la série de batailles menées dans l'extrême nord de l'île principale du Japon (Honshū, région de Tōhoku), contemporaine des fameuses et décisives batailles plus au sud entre Tokugawa Ieyasu et Ishida Mitsunari. Au cours de l'année 1600, Naoe Kanetsugu, un général fidèle à Ishida Mitsunari, mène une campagne dans le Tōhoku, qui comprend le siège du château de Hasedō situé près de Yamagata, qui est son but. Hasedō est tenu par Shimura Takaharu, et soutenu par une armée du clan Date fidèle aux Tokugawa.
Trois mille hommes de Naoe se déplacent du nord vers Yamagata tandis que Naoe commence son siège de Hasedō. Ayant reçu des renforts de 100 cavaliers et 200 arquebusiers, il met le siège devant Hasedō pendant quatorze jours avant qu'une armée emmenée par Rusu Masakage n'arrive pour soulager le château. À l'arrivée des forces Date, Naoe intensifie son siège et l'avant-garde commandée par Kasuga Mototada atteint les murs du château avant de faire retraite devant le feu des arquebuses. La garnison sort alors et attaque par l'arrière l'avant-garde qui se retire, menant à la retraite presque complète des forces de Naoe.
Un petit nombre d'assiégeants restent pourtant et les combats se poursuivent durant lesquels est tué le général de Naoe, Kamiizumi Yasutsuna. Celui-ci était apparenté à Kamiizumi Ise-no-kami Nobutsuna, fondateur du Shinkage-ryū (en), et est supposé avoir été un spadassin de haut vol, à une époque où l'efficacité du sabre sur le champ de bataille était remise en question par les arquebuses et les tactiques de masses à la lance et à l'arc. Mais durant la bataille, Yasutsuna se serait précipité dans les lignes ennemies avec seulement une vingtaine de subordonnés, et aurait massacré des dizaines de soldats ennemis avant d'être finalement englouti sous le nombre. Peu de temps après cependant, arrive la nouvelle de la victoire de Tokugawa Ieyasu à Sekigahara aussi Naoe appelle-t-il à un retrait complet de toutes ses forces vers Yonezawa mettant ainsi fin à ses campagnes dans le Nord.

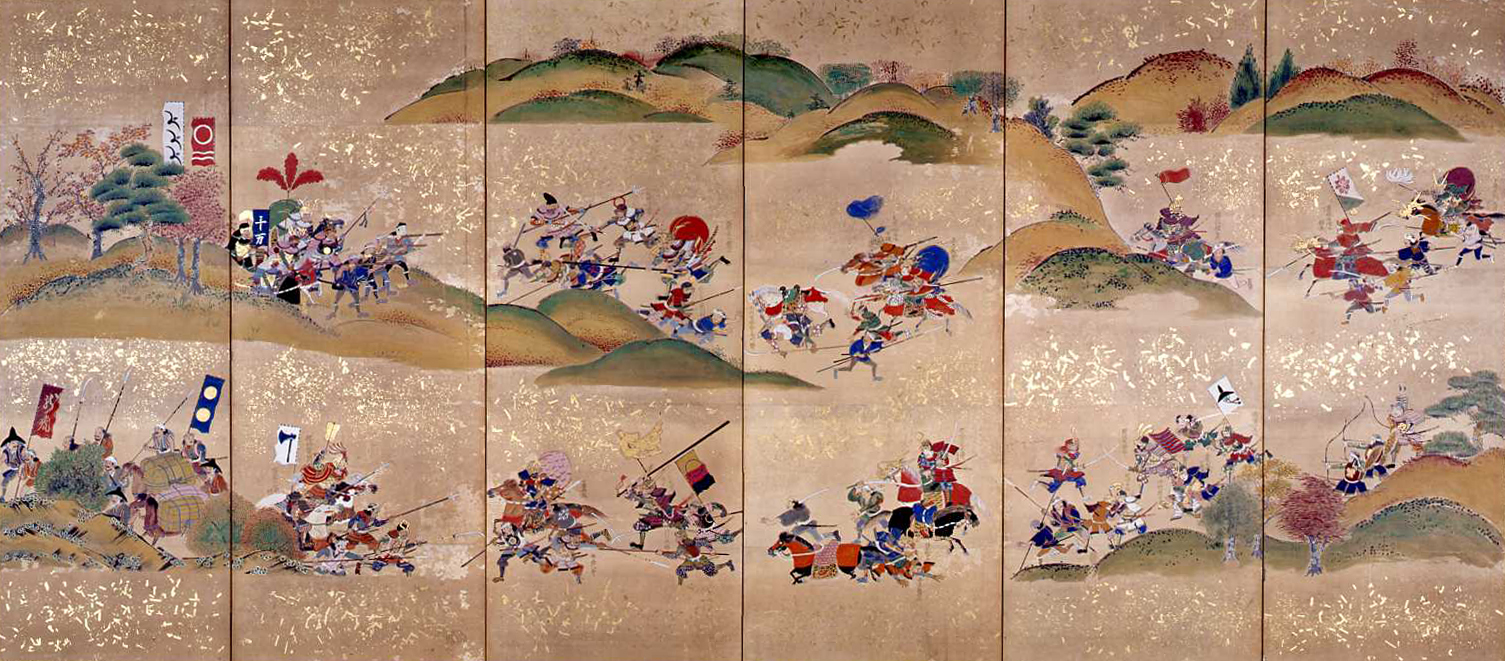
Siège de Hasedō

## Source de la traduction
- (en) Cet article est partiellement ou en totalité issu de l’article de Wikipédia en anglais intitulé « Siege of Hasedō » (voir la liste des auteurs).